# Шеперд, Кейлеб
Кейлеб Шеперд (англ. Caleb Shepherd; род. 29 июня 1993, Хантли, Уаикато) — новозеландский гребной рулевой, выступающий за сборную Новой Зеландии по академической гребле с 2010 года. Двукратный чемпион мира, победитель этапов Кубка мира. Серебряный призёр Олимпийских игр 2020 в Токио.

## Биография
Кейлеб Шеперд родился 29 июня 1993 года в городе Хантли, Новая Зеландия. Представитель коренного народа маори.
Заниматься академической греблей начал в 2006 году во время учёбы в старшей школе в Гамильтоне, позже проходил подготовку в гамильтонском гребном клубе Waikato Rowing Club.
Впервые заявил о себе в гребле на международной арене в сезоне 2010 года, став шестым в зачёте распашных рулевых четвёрок на юниорском мировом первенстве в Рачице. Год спустя на аналогичных соревнованиях в Итоне выиграл серебряную медаль в той же дисциплине.
В 2012 году в четвёрках стал бронзовым призёром на молодёжном мировом первенстве в Тракае.
В 2013 году в восьмёрках одержал победу на молодёжном чемпионате мира в Линце и, попав в основной состав новозеландской национальной сборной, дебютировал в Кубке мира, в частности стал четвёртым на этапе в Сиднее.
В 2014 году в восьмёрках выиграл бронзовую медаль на этапе Кубка мира в Сиднее, был лучшим на молодёжном мировом первенстве в Варезе. При этом на взрослом чемпионате мира в Амстердаме завоевал золотую медаль в двойках.
В 2015 году в восьмёрках взял бронзу на этапе Кубка мира в Люцерне, в то время как на мировом первенстве в Эгбелете оказался четвёртым.
Благодаря череде удачных выступлений удостоился права защищать честь страны на летних Олимпийских играх 2016 года в Рио-де-Жанейро. В программе восьмёрок сумел выйти в главный финал А и в решающем заезде пришёл к финишу шестым.
После Олимпиады в Рио Шеперд остался в составе гребной команды Новой Зеландии на ещё один олимпийский цикл и продолжил принимать участие в крупнейших международных регатах. Так, в 2017 году в восьмёрках он получил серебряную награду на этапе Кубка мира в Познани, стартовал на чемпионате мира в Сарасоте, показав на финише шестой результат.
В 2018 году на мировом первенстве в Пловдиве в восьмёрках сумел квалифицироваться лишь в утешительный финал В и расположился в итоговом протоколе соревнований на девятой строке.
В 2019 году руководил женской восьмёркой — был лучшим на этапе Кубка мира в Роттердаме, кроме того, победил на чемпионате мира в Линце, став таким образом двукратным чемпионом мира по академической гребле.